# Oksana Żołnowycz
Oksana Iwaniwna Żołnowycz, ukr. Оксана Іванівна Жолнович (ur. 21 lutego 1979 we Lwowie) – ukraińska prawniczka i urzędniczka państwowa, w latach 2022–2025 minister polityki społecznej.

## Życiorys
W 2001 ukończyła studia prawnicze na Lwowskim Uniwersytecie Narodowym im. Iwana Franki. Uzyskała stopień kandydata nauk prawnych i uprawnienia adwokata. Podjęła pracę na macierzystej uczelni, w 2010 objęła stanowisko docenta. W 2009 rozpoczęła praktykę w zawodzie adwokata w obwodzie lwowskim. Zajmowała kierownicze stanowiska w różnych przedsiębiorstwach.
W latach 2014–2016 była przewodniczącą komisji rewizyjnej ugrupowania Syła Ludej. W latach 2017–2019 pełniła funkcję asystentki rektora Lwowskiej Akademii Wychowania Fizycznego. Od 2019 była doradczynią ministra polityki społecznej, a od 2020 kierowała wydziałem polityki społecznej i ochrony zdrowia w administracji prezydenckiej.
W lipcu 2022 powołana na ministra polityki społecznej w rządzie Denysa Szmyhala; urząd ten sprawowała do lipca 2025.